# 오자쿠역
오자쿠역(일본어: 小作駅, おざくえき)은 일본 도쿄도 하무라시에 있는 철도역이다.

## 타는 곳
| 1 | ■ 오메 선 | 하이지마·다치카와·신주쿠·도쿄 방면 |
| 2 | ■ 오메 선 | 가베·오메·오쿠타마 방면            |

## 역세권 정보
- 도시바 오메 사업소
- 카시오 하무라 기술 센터
- 다마강
- 수도권 중앙 연락 자동차도

## 역사
- 1894년 11월 19일: 영업 개시.

## 인접역
| 동일본 여객철도 오메 선 | 동일본 여객철도 오메 선 | 동일본 여객철도 오메 선 |
| ----------------------- | ----------------------- | ----------------------- |
| 하무라 다치카와 방면    | 오메 선                 | 가베 오메 방면          |